# Том Бейкер
Томас Стюарт Бейкер (нар. 20 січня 1934) — англійський актор. Найкраще відомий завдяки ролі Четвертого Доктора у науково-фантастичному телесеріалі Доктор Хто, яку він виконував з 1974 до 1981.

## Біографія

### Ранні роки
Том Бейкер народився у Ліверпулі в сім'ї прибиральниці Мері Джейн і Джона Стюарта Бейкера, який рідко бував удома. Бейкер хотів стати ченцем. У 15 років він залишив школу і прийняв постриг. Він лишався у монастирі протягом шести років, але залишив його, коли втратив віру. Тоді він пішов служити до Королівського Армійського Медичного корпусу, де провів два роки (1955–1957). Саме у той час він почав захоплюватись акторським мистецтвом.

### Особисте життя
Першою дружиною Бейкера стала Анна Веткрофт, з нею він одружився 1961 року. Вони мають двох синів:  Деніела та Пірса. Коли вони розлучились 1966 року, Бейкер втратив контакт із синами, аж доки випадково не зустрів Пірса у пабі в Новій Зеландії. Це допомогло їм відновити стосунки.
У грудні 1980 року Бейкер одружився удруге — цього разу із Лалою Ворд, з якою він познайомився на знімальному майдачнику Доктора Хто (вона грала його компаньйонку Роману). Проте їхній шлюб тривав усього 18 місяців.
1986 року він утретє взяв шлюб. Його дружиною стала Сью Джеррард, яка працювала редактором сценарію «Доктора Хто». Разом вони переїхали до маленького селища Ботон Малерб, що у графстві Кент. Там вони жили у будиночку пастора, і Том іноді брав участь у хорових співах. 2002 року вони емігрували до Франції. Шлюб триває донині.
Том Бейкер є близьким другом Майкла Джейстона, із яким познайомився на зйомках фільму «Микола і Олександра».

### Громадське життя
Том Бейкер є нейтральним щодо політичних сил. Він відзначається зневагою як до Консерваторів, так і до Лейбористів Тоні Блера. Він казав: «Ви не можете й уявити, як я ненавидів консерваторів, коли 1997 року вони були при владі. Зараз я не менше ненавиджу лейбористів.»

## Кар'єра

### Початок
Свою першу роль у кіно Том Бейкер отримав 1971 року. Це була роль Распутіна у фільмі «Микола і Олександра». Також він з'явився у фільмі П'єра Паоло Пазоліні «Кентерберійські оповіді» за мотивами однойменної збірки Джефрі Чосера.

### Доктор Хто
1974 року Бейкер перейняв роль Доктора від Джона Пертві. Його було призначено здебільшого завдяки його чудовій грі у фільмі «Золота Мандрівка Синдбада». На момент призначення Бейкер працював на будівництві, тому що вільних ролей на телебаченні не було.
Він швидко знайшов свій власний стиль гри Доктора. Його ексцентричність, манера розмовляти, одяг — особливо довгий шарф — миттєво зробили його фаворитом серед глядачів. Бейкер грав Доктора сім сезонів поспіль, що досі не вдалося повторити жодному іншому актору. Бейкер особисто додав кілька деталей до образу Четвертого Доктора. Відомий шарф було створено завдяки непорозумінню: Джеймс Ейчесон, костюмер, дав в'язальниці значно більше вовни, аніж треба було для шарфа, а та у свою чергу використала всю вовну, і в результаті дістала кумедно довгий шарф. Саме Бейкер запропонував не позбуватись його, а використовувати на зйомках.
Доктор, зіграний Бейкером, вважається найкращим Доктором за всю історію серіалу. У рейтингу «Найкращих Докторів», який складає «Журнал Доктор Хто», він лише двічі поступився першою позицією: вперше 1990 року Сильвестру МакКою, а вдруге — 2006 року Девіду Теннанту.
Том Бейкер не має родинних зв'язків із Коліном Бейкером, який грав Шостого Доктора та Бобом Бейкером, який написав сценарій для багатьох епізодів.

### Участь у фільмах
1973 року він знявся у ролі художника, чиї картини мають магічну силу, у фільмі «Склеп жаху», а також у ролі зловісного чаклуна Кора у фільмі «Золота Мандрівка Синдбада». Наступну свою роль він отримав аж 2000 року — це була роль цілителя у фільмі Підземелля Драконів. Наприкінці 1990-х років з'явилась інформація, що Бейкер — один із претендентів на роль Гендальфа у стрічці Пітера Джексона Володар перснів. Проте з невідомих причин Бейкер відмовився.